# Pterochrozini
Tribu
Les Pterochrozini sont des insectes de la famille des Tettigoniidaen et de la sous-famille des Pseudophyllinae.

## Dénomination
La tribu des Pterochrozini a été décrite par le zoologiste français  Émile Blanchard en 1845.
Le nom initial de Pterochroza revient à Serville, 1831; mais la priorité du nom de tribu est attribuée à Pterochrozites (Blanchard, 1845).  Le premier usage du terme Pterochrozini est due à Max Beier en 1960.

### Synonymie
- Parapterochrozae [3].
- Pterochrozae (Blanchard, 1845)
- Pterochrozidae (Blanchard, 1845)
- Pterochrozites (Blanchard, 1845)

### Nom vernaculaire
Les sauterelles-feuilles.

## Taxinomie

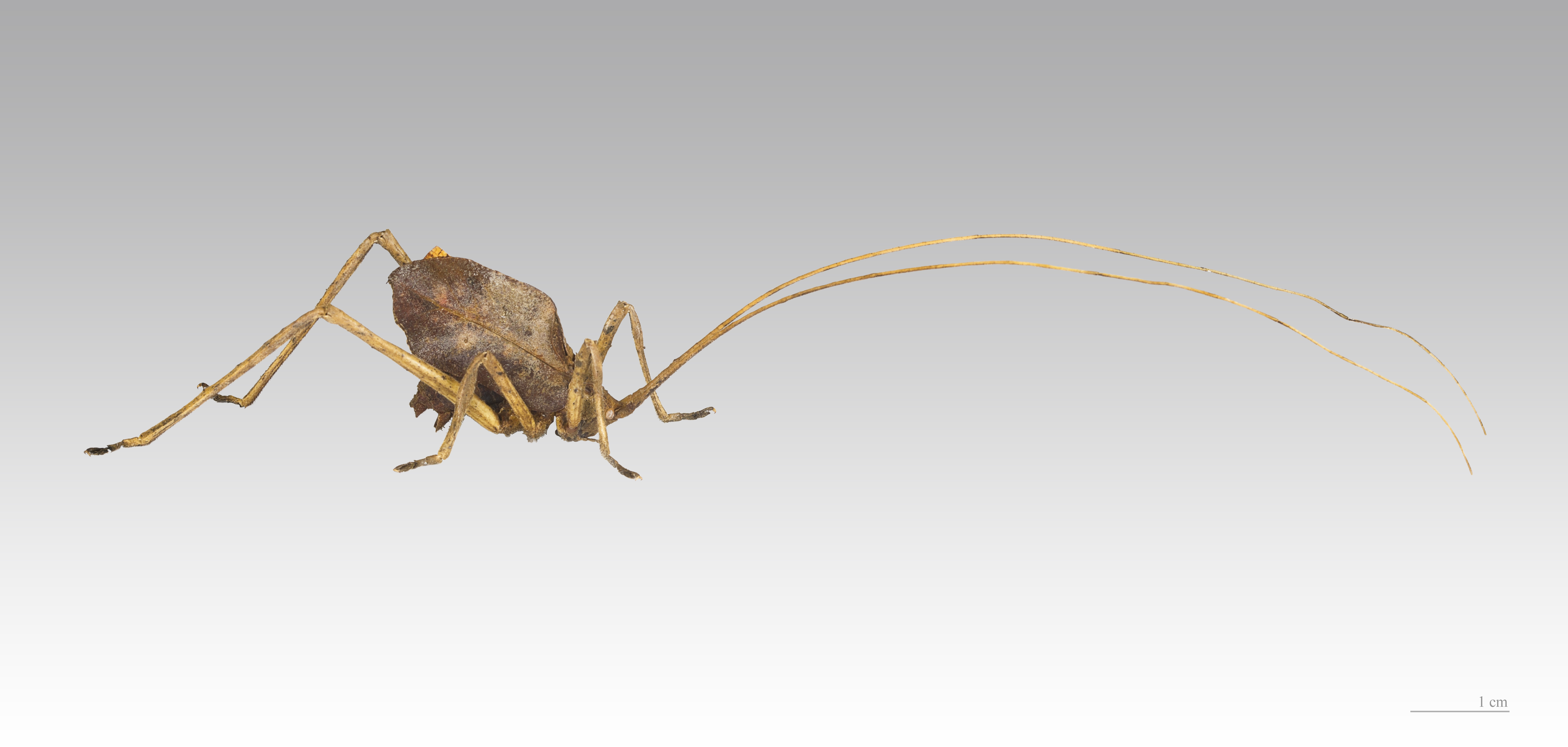
Ommatoptera pictifolia - Muséum de Toulouse

Liste des genres et espèces :
- Anommatoptera (Vignon, 1923)

Anommatoptera hoegei (Saussure & Pictet, 1898)
Anommatoptera ingens (Vignon, 1923)
Anommatoptera maculatopennis (Brunner von Wattenwyl, 1895)
Anommatoptera maculifolia (Millot & Maindron, 1870)
Anommatoptera ochracea (Saussure & Pictet, 1898)
- Asbolomma (Beier, 1962)

Asbolomma brevipenne (Beier, 1962)
- Celidophylla (Saussure & Pictet, 1898)

Synonymie pour ce genre 
Calidophylla (Bruner, 1915)
Celidophylla albimacula (Saussure & Pictet, 1898)
- Cycloptera (Serville, 1838)

Synonymie pour ce genre 
Chlorophylla (Pictet, 1888)
Cycloptera arcuata (Saussure & Pictet, 1898)
Cycloptera aurantifolia (Stoll, 1787)
Cycloptera excellens (Vignon, 1926)
Cycloptera falcifolia (Walker, 1870)
Cycloptera speculata (Burmeister, 1838)
- Mimetica (Pictet, 1888)

Mimetica angulosa (Vignon, 1924)
Mimetica aridifolia (Saussure & Pictet, 1898)
Mimetica castanea (Brunner von Wattenwyl, 1895)
Mimetica crenulata (Rehn, 1906)
Mimetica imperatrix (Hebard, 1924)
Mimetica incisa (Stål, 1875)
Mimetica mortuifolia (Pictet, 1888)
Mimetica pehlkei (Enderlein, 1917)
Mimetica semialata (Beier, 1960)
Mimetica siccifolia (Saussure & Pictet, 1898)
Mimetica simoni (Bolívar, 1890)
Mimetica stigmatica (Karny, 1914)
Mimetica subintegra (Saussure & Pictet, 1898)
Mimetica tuberata (Vignon, 1924)
Mimetica viridifolia (Brunner von Wattenwyl, 1895)
- Ommatoptera (Pictet, 1888)

Synonymie pour ce genre 
Pseudotanusia (Vignon, 1923)
Ommatoptera boraceana (Piza, 1979)
Ommatoptera elegans (Vignon, 1923)
Ommatoptera laurifolia (Pictet, 1888)
Ommatoptera mutila (Vignon, 1923)
Ommatoptera pictifolia (Walker, 1870)
Ommatoptera picturata (Serville, 1838)
Ommatoptera pusilla (Vignon, 1923)
- Paracycloptera (Vignon, 1926)

Synonymie pour ce genre 
Cycloptera (Serville, 1838)
Paracycloptera carinifolia (Saussure & Pictet, 1898)
Paracycloptera grandifolia (Brunner von Wattenwyl, 1895)
Paracycloptera  reticulata (Kirby, 1906)
- Porphyromma (Redtenbacher, 1895)

Porphyromma salesopolense (Piza, 1979)
Porphyromma speciosa (Brunner von Wattenwyl, 1895)
Porphyromma viridifolia (Brunner von Wattenwyl, 1895)
- Pterochroza (Serville, 1831)

Pterochroza ocellata (Linnaeus, 1758)
- Rhodopteryx (Pictet, 1888)

Rhodopteryx elongata (Vignon, 1924)
Rhodopteryx hebardi  (Vignon, 1930)
Rhodopteryx pulchripennis  (Pictet, 1888)
- Roxelana (Kirby, 1906)

Synonymie pour ce genre 
Parysatia (Bolívar, 1906)
Parysatis (Stål, 1874)
Roxelana crassicornis (Stål, 1874)
- Tanusia (Stål, 1874)

Tanusia aridifolia (Stoll, 1787)
Tanusia arrosa (Brunner von Wattenwyl, 1884)
Tanusia brullaei (Blanchard, 1840)
Tanusia colorata (Serville, 1838)
Tanusia corrupta (Vignon, 1923)
Tanusia cristata (Serville, 1838)
Tanusia decorata (Walker, 1870)
Tanusia erosifolia (Brunner von Wattenwyl, 1895)
Tanusia illustrata (Serville, 1838)
Tanusia infecta (Brunner von Wattenwyl, 1884)
Tanusia signata (Vignon, 1923)
Tanusia sinuosa (Stål, 1873)
Tanusia undulata (Brunner von Wattenwyl, 1895)
Tanusia versicolor (Vignon, 1923)
- Tanusiella (Enderlein, 1917)

Tanusiella guttifera  (Enderlein, 1917)
Tanusiella travassosi  (Costa Lima, 1938)
- Typophyllum (Serville, 1838)

Synonymie pour ce genre 
Catasparata (Brunner von Wattenwyl, 1895)
Tovaria (Bolívar, 1890)
 Typophyllum abruptum (Brunner von Wattenwyl, 1895)
 Typophyllum acutum (Vignon, 1925)
 Typophyllum bolivari (Vignon, 1925)
 Typophyllum chlorophyllum (Bolívar, 1890)
 Typophyllum cinnamum (Bolívar, 1890)
 Typophyllum columbicum (Brunner von Wattenwyl, 1895)
 Typophyllum contractum (Brunner von Wattenwyl, 1895)
 Typophyllum curtum (Vignon, 1926)
 Typophyllum eeckei (Vignon, 1926)
 Typophyllum egregium (Hebard, 1924)
 Typophyllum erosifolium (Walker, 1870)
 Typophyllum erosum (Stoll, 1787)
 Typophyllum flavifolium (Saussure & Pictet, 1898
 Typophyllum geminum (Bolívar, 1890
 Typophyllum gibbosum (Vignon, 1925)
 Typophyllum helleriv (Brunner von Wattenwyl, 1895)
 Typophyllum histrio (Brunner von Wattenwyl, 1895)
 Typophyllum inflatum (Vignon, 1925)
 Typophyllum laciniosum (Vignon, 1927)
 Typophyllum lacinipenne (Enderlein, 1917)
 Typophyllum lunatum (Pictet, 1888)
 Typophyllum modestum (Piza, 1976)
 Typophyllum mortuifolium (Walker, 1870)
Typophyllum mutilatum (Walker, 1870)
 Typophyllum pererosum (Hebard, 1933)
 Typophyllum peruvianum (Pictet, 1888)
 Typophyllum praeruptum (Vignon, 1926)
 Typophyllum pseudocinnamum (Vignon, 1926)
 Typophyllum quadriincisum (Vignon, 1925)
 Typophyllum rufifolium  (Chopard, 1919)
 Typophyllum scissifolium (Walker, 1870)
 Typophyllum siccifolium (Bolívar, 1890)
 Typophyllum trapeziforme  (Stoll, 1787)
 Typophyllum trigonum (Vignon, 1925)
 Typophyllum truncatifolium (Walker, 1870)
 Typophyllum undulatum (Caudell, 1918)
 Typophyllum zingara (Montealegre-Z. & Morris, 1999)